# 주니뉴 페르남부카누
안토니우 아우구스투 히베이루 헤이스 주니오르(포르투갈어: Antônio Augusto Ribeiro Reis Junior, 1975년 1월 30일, 헤시피 ~ )는 대개 주니뉴 페르남부카누(포르투갈어: Juninho Pernambucano)로 불리는 브라질의 은퇴한 축구 선수로, 포지션은 공격형 미드필더였다. 주니뉴는 축구 역사상 최고의 프리키커 중 한 명으로, 무회전 프리킥의 원조로 불리며 올랭피크 리옹에서 기록한 90여 골의 골 중에 42~44골을 프리킥으로 넣었다. 그의 이러한 활약으로 리옹은 주니뉴의 마지막 시즌을 제외하고 그가 뛴 모든 시즌에서 리그 1를 우승하였다. 특히 이탈리아의 안드레아 피를로가 그에게 많은 영감을 받았다고 한다.
1999년 대한민국 축구 국가대표팀과의 친선전에서 브라질 축구 국가대표팀 무대에 데뷔했다. A매치에서는 40경기에 출장해 6골을 넣었으며, 2006년 FIFA 월드컵을 끝으로 대표팀에서 은퇴하였다.
한때 그는 자신의 친정팀인 CR 바스쿠 다 가마에서 뛰었는데 브라질의 최저 임금에도 미치지 못하는 금액인 55 영국 파운드(한화 98,000원) 가량의 금액으로 급료를 받은 적이 있었다.

## 수상

#### 헤시피
- 페르남부카누 주립 리그 : 1994
- 코파 두 노르데스테 : 1994

#### 바스쿠 다 가마
- 브라질 전국 리그 : 1997, 2000
- 카리오카 주립 리그 : 1998
- 코파 리베르타도레스 : 1998
- 토르네이우 리우-상파울루 : 1999
- 코파 메르쿠수르 : 2000

#### 올림피크 리옹
- 리그 1 : 2001–02, 2002–03, 2003–04, 2004–05, 2005–06, 2006–07, 2007–08
- 쿠프 드 프랑스 : 2007–08
- 트로페 데 샹피옹 : 2002, 2003, 2004, 2005, 2006, 2007

#### 알-가라파
- 카타르 스타 리그 : 2009-10
- 카타리 스타 컵 : 2009
- 카타르 크라운 프린스 컵 : 2010, 2011

#### 브라질
- 툴롱 토너먼트 : 1995
- FIFA 컨페더레이션스컵 : 2005

### 개인
- 볼라 지 프라타 : 2000
- 리그 1 올해의 선수 : 2005–06
- 리그 1 올해의 팀 : 2003–04, 2004–05, 2005–06
- 리그 1 이 달의 선수 3회
- ESM 올해의 팀 : 2005–06, 2006–07
- 카타르 축구 올해의 선수 : 2010